# محمد فرخی

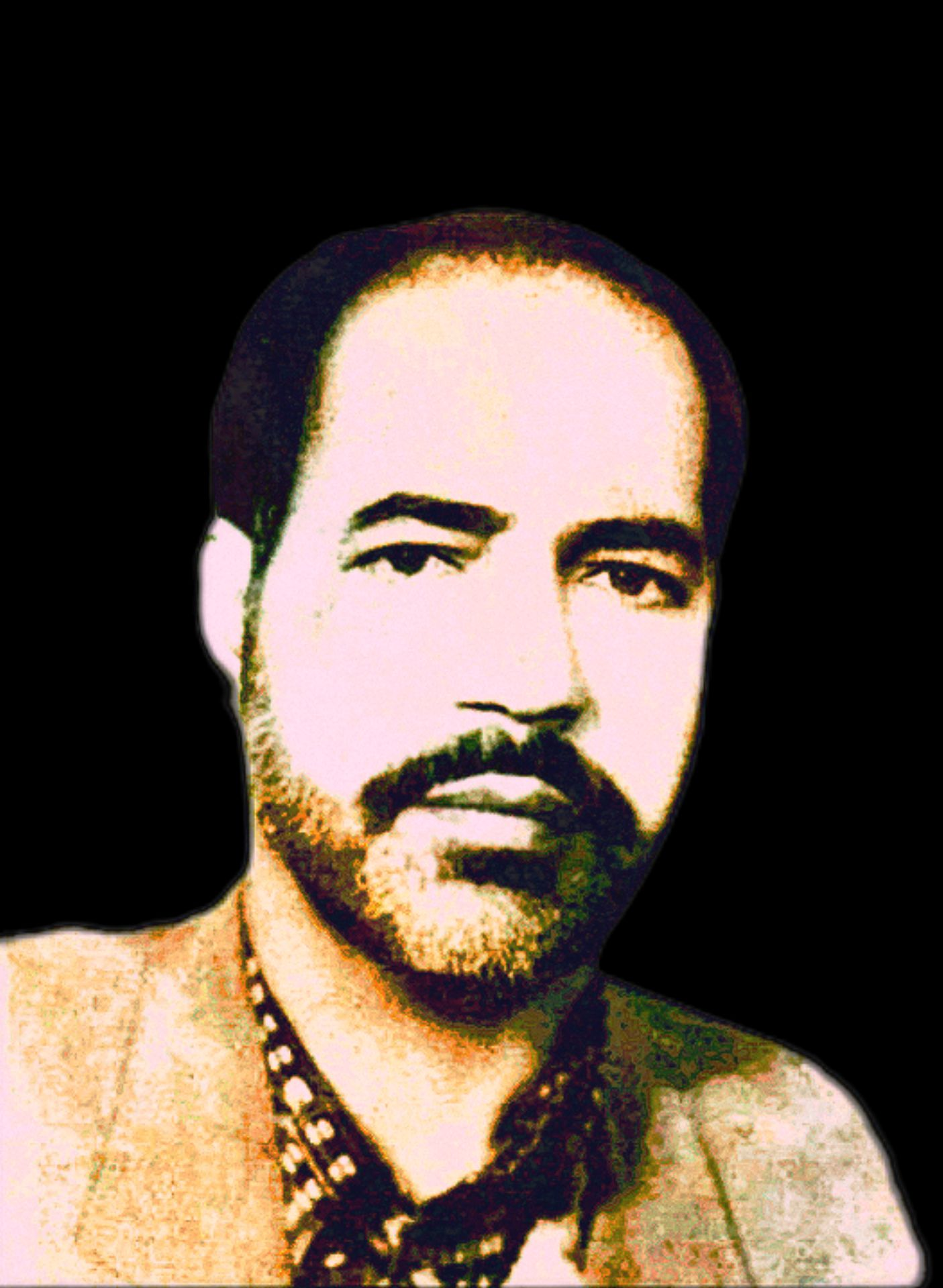

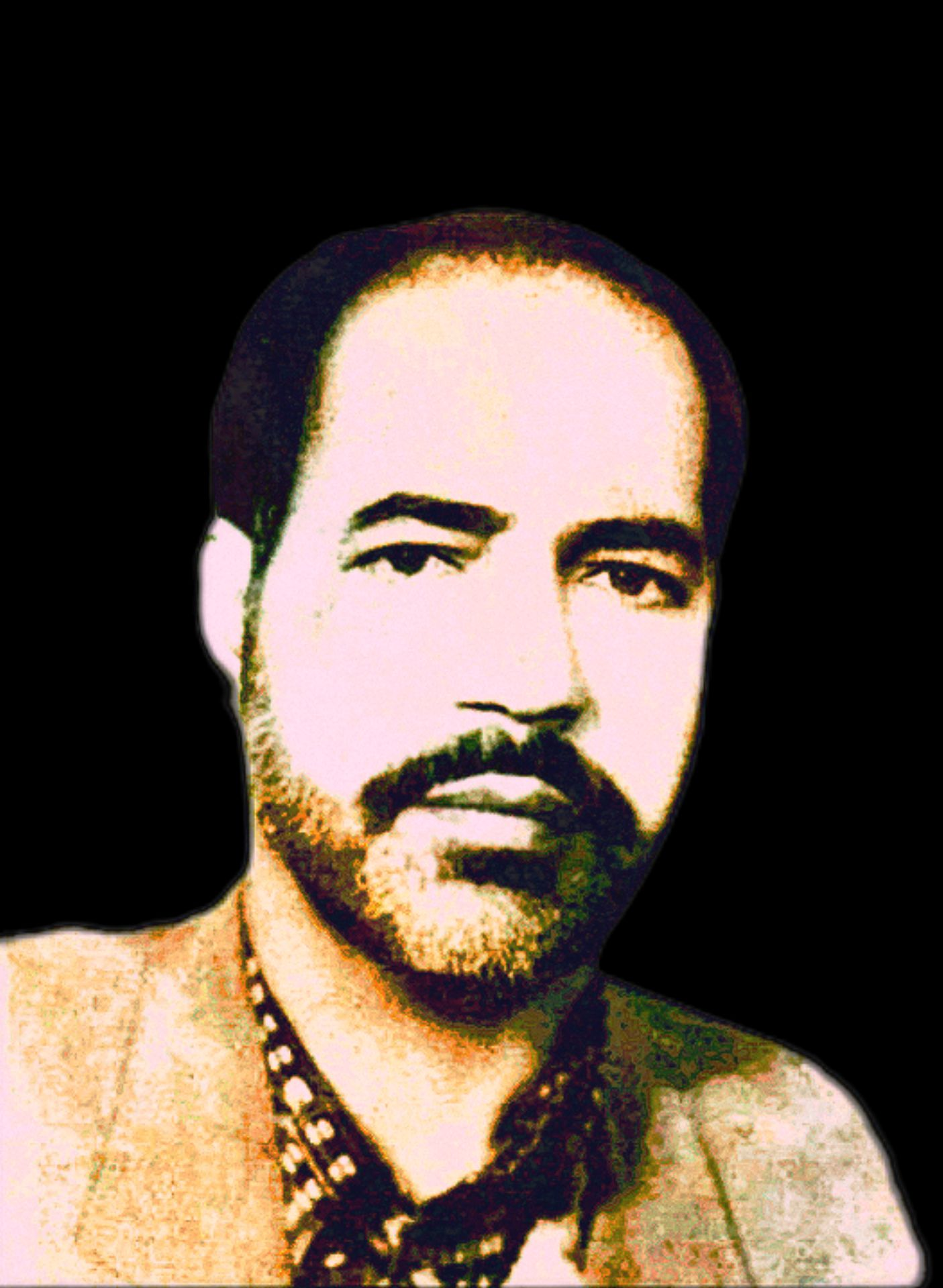
دکتر محمد فرخی

محمد فرخی نمایندهٔ حوزهٔ انتخابیهٔ جیرفت و عنبرآباد در دورهٔ ششم مجلس شورای اسلامی بوده‌ا
وی که رئیس ستاد انتخاباتی مهدی کروبی نامزد دهمین دوره انتخابات ریاست جمهوری در استان کرمان بود، یک هفته قبل از انتخابات ریاست جمهوری ۸۸ در پی سفر به شهرستان جیرفت دچار عارضه قلبی شد و به علت دیر رسیدن به بیمارستان به کما رفت.
دکترفرخی بعد از انتقال به بیمارستان امام خمینی جیرفت در بخش آی سی یو این بیمارستان بستری و تحت مراقبت قرار گرفت. تا اینکه  سه شنبه شب ۱۹ خرداد ۱۳۸۸ درگذشت.
مهدی کروبی و جمعی از نمایندگان مجلس ششم برای این ضایعه پیام تسلیت دادند. رسول منتجب نیا قایم مقام حزب اعتماد ملی در آیین تشییع جنازه دکتر فرخی در جیرفت حضور داشت.
دکتر محمد فرخی از چهره های ماندگار عرصه های علم، خدمت، سیاست و مردم داری در سال ۱۳۲۹در خانواده ای اصیل و مذهبی در شهر جیرفت چشم به جهان گشود.
وی در همان دوران طفولیت بر اثر بیماری فلج اطفال یک پای خود را از دست داد و با عصای ساده ای ادامه ی راه زندگی را در پیش گرفت؛وبه همین دلیل تا سن سیزده سالگی نتوانست به مدرسه برود اما این نقص عضو او را در مسیر زندگی ناامید و مأیوس نکرد و علی رغم نقصان و عدم امکان تحصیل، حتی برای افراد سالم در آن دوران، از پای ننشست و در سن سیزده سالگی در کلاس سواد آموزی شبانه ثبت نام کرد.
او با تکیه بر استعداد ذاتی خود، دو سال کلاس شبانه را در کمتر از سه ماه گذراند و موجبات شگفتی و تعجب معلمینش را بر انگیخت. با پیگیری دلسوزانه معلم شبانه اش، در کلاس پنجم ابتدایی آن زمان پذیرفته شد و همان سال کتابهای پنجم ابتدایی را امتحان داده و با نمره عالی آن مرحله را نیز پشت سر گذاشت؛ در حقیقت پنج رتبه از دوران ابتدایی را در یکسال گذراند.
```
مرحوم آقای سبزواری معلم کلاس ششم وی، با دیدن این شرایط باور نمی‌کرد که او بتواند در کلاس ششم ادامه تحصیل دهد ولی با کمال تعجب در پایان سال از این دانش آموزش خواست که جزوه ریاضیش را جهت تدریس در سال های بعد به مدرسه بدهد. او کلاس ششم ابتدایی را نیز با معدل ۲۰ به پایان رساند و ادامه تحصیل متوسطه را در دبیرستان امیرکبیر جیرفت با معدل عالی سپری کرد.او در همه دوران تحصیل شاگرد ممتاز کلاس  بود.
```

فرخی در سال ۱۳۵۰ در کنکور سراسری شرکت کرد و در رشته روانشناسی دانشگاه اصفهان قبول شد و از آنجا یکه علاقه زیادی به رشته پزشکی داشت ؛ ترم دوم دانشگاه در امتحان ورودی رشته پزشکی دانشگاه جندی شاپور اهواز ثبت نام و با رتبه عالی در آن دانشگاه پذیرفته شد. با ورود به دانشگاه جندی شاپور با گروه های سیاسی آن زمان و فعالیت های سیاسی دانشجویان آشنا شد و از آنجا که طعم فقر و بی عدالتی را در شهر ودیارش چشیده بود، خیلی زود جذب جنبش عدالت خواه دانشجویی شد.
دکتر محمد فرخی سال ۱۳۵۵، در سال چهارم پزشکی به عنوان یکی از سرشاخه های اصلی برگزاری تجمعات و راهپیمایی های قبل از انقلاب توسط ساواک دستگیر شد و بعد از مدتی به دلیل اوج گیری تظاهرات با گرفتن تعهد و حذف دوترم تحصیلی ، وی را آزاد کردند ، فعالیت های حق طلبانه وی تا پیروزی انقلاب ادامه داشت در سال 1357، باپیروزی شکوهمند انقلاب اسلامی  برای ادامه تحصیل مجددا به دانشگاه رفت.
```
در سال ۱۳۵۹ تحصیلات پزشکی را در حالی به پایان رساند که جنگ تحمیلی علیه ایران آغاز شده بود، از آنجایی که رزمندگان دفاع مقدس به حمایت های پزشکی و درمانی نیاز داشتند وی با حضور در منطقه جنگی نقش موثری در درمان مجروحین و آسیب دیدگان دفاع مقدس را بر عهده گرفت و این نقش ایثار گرانه را به خوبی ایفا کرد.
```

فرخی در سال 1361به زادگاهش  بازگشت و از آنجایی که تمام همت خود را جهت ریشه کن کردن فقر و محرومیت در منطقه جیرفت معطوف کرده بود، به نهاد جهاد سازندگی رفت و واحد بهداشت و درمان جهاد سازندگی را راه اندازی کرد. این کار منشأ خدمات بزرگی در جهت رفع محرومیت در بخش بهداشت و درمان منطقه جیرفت و کهنوج شد.
دکتر محمد فرخی در سال ۱۳۶۳ ریاست اداره بهداشت و درمان شهرستان کهنوج  را برعهده گرفت .وی طی سه سال، تحولی عظیمی در آمارهای بهداشت و درمان منطقه کهنوج ایجاد کرد ، تا جایی که هنوز بعد از حدود ۴۰ سال آثار آن خدمات پا بر جاست.
وی بواسطه ی لیاقت و خدمت صادقانه، به ریاست اداره بهداشت درمان شهرستان جیرفت منصوب شد و تا سال ۱۳۶۸ بر این سمت باقی ماند که خدمات بسیار زیادی به منطقه جیرفت نمود.
در سال 1368 به معاونت بهداشت درمان اداره کل کرمان منصوب و در این مسئولیت سال های زیادی استان کرمان از خدماتش بهره‌مند شد .
فرخی در دوران مسئولیت و خدمت رسانی به مردم چندین کتاب و  مقاله منتشر کرد. 
وی، برای خدمت، این مسئولیتها را ناچیز می‌دانست و جهت انجام خدمات بنیادی تر تصمیم گرفت که به نمایندگی از مردم شهرستان جیرفت راهی مجلس شورای اسلامی شود.
اوپس از چندین دوره رقابت انتخاباتی  در 29 بهمن 1378با کسب اکثریت آرای مردم جیرفت و عنبرآباد برنده انتخابات شد ولی انتخابات توسط شورای نگهبان باطل گردید،سرانجام در سال 1380در انتخابات میان دوره ای مجددا با کسب اکثریت آرای مردم جیرفت و عنبرآباد به عنوان نماینده مردم در مجلس شورای اسلامی انتخاب و راهی مجلس شورای اسلامی شد. 
از جمله خدمات وی در دوران کوتاه نمایندگی او می توان به این موارد اشاره کرد : شهرستان شدن عنبر آباد حاصل پیگیری های شبانه روزی او بود؛ ارتقاء دهستان های اسفندقه ، مردهک ، حومه غربی به بخش. ارتقاء چندین اداره به اداره کل، که زمینه استان شدن جیرفت را فراهم می‌کردنیز حاصل تلاش های نامبرد بود. 
از آنجایی که  جیرفت در تقسیمات کشوری به عنوان یک شهرستان اداره می شد وجود سازمان جهاد کشاورزی مستقل مغایر با قانون بود و به همین دلیل دولت آن سازمان را ملغی و مقدمات بیکاری حدود ۴۰۰۰ نفر از پرسنل شامل کارشناس ، کارمند ، و... را فراهم نمود ، وی با حدود دو سال رایزنی با مسئولان وقت در سه قوه، این بخشنامه ی دولت را کان لم یکن نمود و سازمان جهاد کشاورزی در جیرفت را برای همیشه ماندگار کرد.